# Озера (Житомирський район)
Озе́ра (колишня назва Єзери)) — село в Україні, у Житомирському районі Житомирської області. Населення становить 299 осіб.
На місці дерев'яної церкви Архистратига Михаїла, збудованої 1775 року, збудована нова церква.
До 20 березня 1959 року село входило до складу колишнього Попільнянського району.

## Відомі люди
- Підкамінний Леонід Максимович (*19.04.1928, с. Озера Брусилівського району) — філолог, журналіст. У 1954 р. закінчив філологічний факультет Чернівецького держуніверситету. Працював коректором, кореспондентом ряду газет Буковини, відтак — кореспондентом газети Радянська Буковина. Після виходу на пенсію періодично друкувався у гезетах Вижницькі обрії, Буковинське віче. Писав на сільськогосподарську тематику, висвітлював питання економіки, культури.